# Coelichneumon atrox
Coelichneumon atrox är en stekelart som först beskrevs av Kokujev 1909.  Coelichneumon atrox ingår i släktet Coelichneumon och familjen brokparasitsteklar. Inga underarter finns listade i Catalogue of Life.